# John Leech (Mathematiker)
John Leech (* 21. Juli 1926 in Weybridge in Surrey; † 28. September 1992 in Schottland) war ein englischer Mathematiker, der sich mit Zahlentheorie, Geometrie und kombinatorischer Gruppentheorie beschäftigte. Er entdeckte 1964 das Leech-Gitter.

## Leben und Wirken
John Leech besuchte das Trent College in Derbyshire und das Kings College in Cambridge, wo er 1950 seinen Bachelor-Abschluss in Mathematik machte. Danach arbeitete er bei Ferranti in Manchester an der Entwicklung früher Computer. 1954 kehrte er als Research Student nach Cambridge zurück. 1959 wurde er Lecturer im Computing Laboratory der Universität Glasgow. 1967/68 war er Research Fellow am Atlas Computer Laboratory bei Harwell. 1968 ging er an die neu gegründete Universität Stirling, wo er auf einem für ihn persönlich eingerichteten Lehrstuhl Informatik unterrichtete. 1980 ging er aus Gesundheitsgründen vorzeitig in den Ruhestand.
Leech wandte frühzeitig Computer in der numerischen Algebra an, beispielsweise implementierte er den Todd-Coxeter-Algorithmus zur Aufzählung der Nebenklassen einer Gruppe. Berühmt wurde er für seine Entdeckung (1964) des Leech-Gitters, das Gitter einer dichten Kugelpackung in 24 Dimensionen, das wichtig für die Konstruktion der sporadischen einfachen Gruppen ist. Beispielsweise leitete John Conway drei neue sporadische Gruppen als Symmetriegruppen des Leech-Gitters ab. Vorher hatte Leech selbst vergeblich versucht, andere Gruppentheoretiker und Geometer wie H. S. M. Coxeter, John Arthur Todd und Graham Higman für die Untersuchung der Symmetriegruppe seines Gitters zu interessieren.
1956 gab John Leech in einer kurzen Note einen neuen Beweis des Kusszahl-Problems in drei Dimensionen, dass sich maximal zwölf weitere gleich große Kugeln mit einer Zentralkugel berühren können. Zuerst hatten das Bartel Leendert van der Waerden und Kurt Schütte 1953 bewiesen. Sein Beweis war allerdings sehr skizzenhaft dargestellt. Er galt aber als sehr elegant und wurde deshalb sogar von Aigner und Ziegler in die erste Auflage ihres Buches Proofs from the Book aufgenommen.
Leech erlitt an Bord des historischen Schaufelraddampfers „Waverley“ einen Herzanfall, als dieser in der letzten Fahrt der Saison zwischen Rothesay und Largs unterwegs war. Leech gehörte zur Unterstützergruppe des Dampfers. Er war mit der britischen Physikerin Jenifer Haselgrove verheiratet.

## Verweise
1. ↑  The Mathematical Gazette, Band 40, 1956, S. 22–23.
2. ↑  Mit Erweiterungen der Autoren, was sich aber als unzureichend erwies. In späteren Auflagen wurde er wieder rausgenommen. Casselman zum Kissing Number Problem, Notices of the AMS, 2004, Heft8, PDF-Datei

| Personendaten    | Personendaten           |
| ---------------- | ----------------------- |
| NAME             | Leech, John             |
| KURZBESCHREIBUNG | englischer Mathematiker |
| GEBURTSDATUM     | 21. Juli 1926           |
| GEBURTSORT       | Weybridge, Surrey       |
| STERBEDATUM      | 28. September 1992      |
| STERBEORT        | Schottland              |